# Escut de Teulada
L'escut de Teulada és un símbol representatiu oficial del municipi de Teulada, la Marina Alta, País Valencià. Té el següent blasonament:
| « | Escut ibèric semipartit i truncat. Al primer quarter, en camp d'or, quatre pals de gules abraçats d'atzur, sembrat de flors de lis d'or i amb el lambel de Nàpols de gules. Al segon quarter, tres faixes d'argent i tres de gules; sobre cada faixa d'argent es carregaran unes creus d'atzur. Al tercer quarter, en camp d'atzur, una llenca de terra, d'argent, que forma una badia, a l'extrem de la qual hi ha una torre d'or i a l'altre extrem, un castell del mateix metall. Per timbre, una corona reial oberta. | » |

## Història
L'escut va ser aprovat per resolució del 17 de febrer de 1992, del Conseller d'Administració Pública. Publicat en el DOGV núm. 1.744, del 13 de març de 1992.
La primera partició presenta les armes d'Alfons d'Aragó i de Foix, primer comte de Dénia i antic senyor de Teulada. A la segona partició, les armes dels Palafox, també antics senyors de la vila, abans de l'abolició dels senyorius. A sota, una representació de la badia de Moraira, amb el castell de Moraira en primer terme i, a l'altre extrem de la badia, la torre del Cap d'Or.